# Julius Bondy
Julius Bondy (26. září 1852 – 27. září 1906) byl významný hořovický továrník, předseda zdejší židovské náboženské obce a vydavatel odborného sirkařského měsíčníku Oesterreichisch-ungarischer Zündwarenfabrikant.

## Život
Julius Bondy se narodil 26. září 1852 Šalamounovi a Eleanor Bondyovým na dosud nezjištěném místě. V matrice židovské náboženské obec (ŽNO) Hořovice se dozvídáme, že Juliův otec Šalamoun (narozen 1818) pocházel z Horního Jelení. Eleanor Bondyová rozená Fuchsová se narodila v Praze roku 1822.Svatba Juliových rodičů proběhla 5. listopadu 1851 v lužické synagoze. Podle matriky ŽNO Hořovice měla celá rodina domovskou příslušnost v Horním Jelení, ale není jasné, zda odtud pochází také Julius.
Později se Julius Bondy přestěhoval do Hořovic, kde založil druhou nejstarší sirkárnu a později i továrnu na výrobu nábytku, cigaret a dřevěného zboží. Během svého života v Hořovicích působil v místní židovské náboženské obci jako její předseda, výrazně se zasadil o stavbu nové Jubilejní synagogy (1904) a také psal články do periodika ŽNO.
Julius sloužil u rakousko-uherské armády, byl kapitánem první třídy u 48. pěšího praporu zeměbrany. Není však známo, od jakého roku v armádě působil, pouze víme, že v listopadu 1887 byl ve věku 35 let převelen do neaktivního stavu.
Dne 27. září 1906 Julius Bondy zemřel ve své vile v Hořovicích a o tři dny později byl pochován na židovském hřbitově Terešově. Vedení rodinného podniku převzala jeho manželka Johanna (1876-1938).

## Sirkárna
Po svém příchodu do Hořovic byl Julius Bondy zaměstnán jakožto obchodní vedoucí v sirkárně „Fischer a Reichmann“, z firmy však odešel a 26. srpna 1877 založil vlastní sirkárnu. Továrna se brzy stává úspěšnou, v roce 1890 vlastní parní stroj s výkonem 15 koňských sil a pracuje zde asi 100 zaměstnanců. Ve stejném roce Julius zakládá odborný sirkařský měsíčník „Oesterreichisch-ungarischer Zündwarenfabrikant“. Časopis od roku 1893 vydávalo pražské nakladatelství „Haase & Widtmann“  a o dva roky později jej začalo vydávat i město Hořovice.
Bondy svou sirkárnu prezentoval na Zemské jubilejní výstavě v Praze roku 1891. Jeho podnik byl dokonce oceněn stříbrnou medailí.
Rokem 1893 se firma začíná orientovat na výrobu nábytku. Na padesáté druhé stránce časopisu Prager Tagblatt ze dne 18. března 1906 lze nalézt reklamu k továrně na nábytek Julia Bondyho sídlící v Hořovicích, z čehož je zřejmé, že se firma nakonec zcela přeorientovala ze sirkárny na nábytkářskou výrobnu. O šest let později podnik vyráběl i jiné dřevěné zboží a cigarety.